# Маркевич, Василий Иванович
Васи́лий Ива́нович Марке́вич (1853—1916) — русский судебный и общественный деятель, сенатор.

## Биография

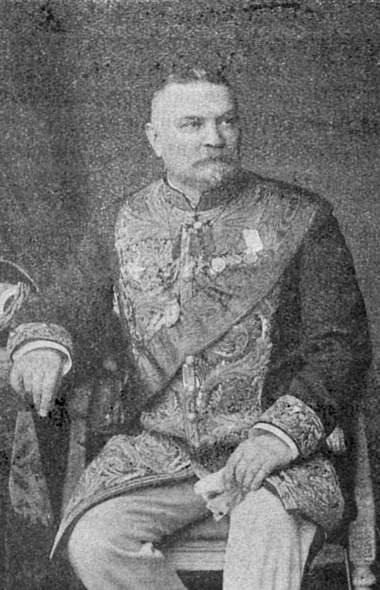
Маркевич Василий Иванович

Православный. Из потомственных дворян Полтавской губернии.
В 1876 году окончил юридический факультет Санкт-Петербургского университета со степенью кандидата прав и начал государственную службу в Сенате, в качестве младшего помощника секретаря бывшего 5-го департамента Сената.
Затем занимал должности старшего помощника секретаря и секретаря. В 1880 году участвовал в сенаторской ревизии М. Е.  Ковалевского в отношении башкирских земель. Через год перешел в центральное управление Министерства юстиции с назначением редактором уголовного и распорядительного отделения, затем был чиновником особых поручений и начальником счетного отделения. В 1880-х годах издавал «Юридический ежегодник» и «Судебный календарь». В 1896 году был произведен в действительные статские советники.
В 1900 году был назначен управляющим Сенатской типографией, пробыл в должности шесть лет. За это время много сделал для улучшения быта служащих и рабочих: были устроены амбулатории, санаторий близ Сестрорецка и дачи для летнего отдыха, вспомогательная и ссудо-сберегательная кассы, библиотека, столовая и благотворительное общество. Кроме того, вольнонаемные служащие и рабочие типографии были обеспечены пенсиями. На прощание благотворительное общество постановило повесить портреты Маркевича в созданных им учреждениях.
В 1905 году произведен в тайные советники. В том же году был назначен членом консультации при Министерстве юстиции, а в 1907 — сенатором. Присутствовал в первом общем собрании Сената и в особом присутствии Сената для суждения дел о государственных преступлениях. Дослужился до чина действительного тайного советника (1915). В 1906 году был избран и Высочайше утвержден членом Совета Императорского человеколюбивого общества, затем — его главным попечителем.
Умер в 1916 году. Похоронен на Никольском кладбище Александро-Невской лавры. Был женат на Прасковии Васильевне Родзянко.

## Награды
- Высочайшее благоволение (1882)
- Высочайшее благоволение (1883)
- Орден Святого Станислава 1-й ст. (1898)
- Орден Святой Анны 1-й ст. (1903)
- Орден Святого Владимира 2-й ст. (1910)
- Орден Белого Орла (1913)

- медаль «В память коронации императора Александра III»
- медаль «В память царствования императора Александра III»
- медаль «В память коронации Императора Николая II»
- медаль «В память 300-летия царствования дома Романовых»

Иностранные:
- китайский орден Двойного Дракона 3-го класса 1-й степени (1897).